# 驻缅甸外交机构列表

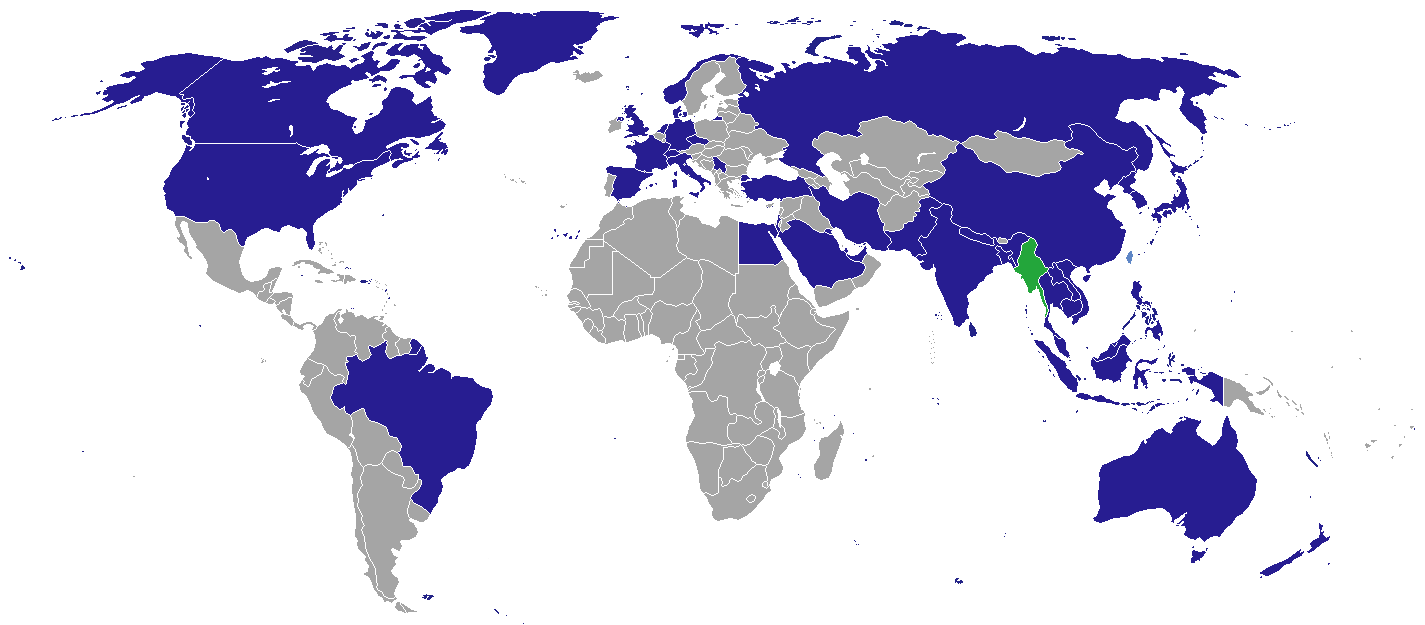
在缅甸设有使馆的国家地图

2005年11月，缅甸政府从仰光搬到内比都。现在，缅甸前首都仰光共有40个大使馆和欧盟代表处。其他国家在新德里、曼谷等地的大使馆兼驻缅甸外交代表机构。

## 大使馆
仰光
| - 巴西 - 加拿大 - 柬埔寨 - 中华人民共和国 - 捷克 - 丹麦 - 埃及 - 法國 - 德国 - 印度 - 印度尼西亞 - 以色列 - 義大利 - 日本 - 大韓民國 - 科威特 | - 马来西亚 - 尼泊尔 - 荷蘭 - 新西兰 - 挪威 - 巴基斯坦 - 菲律賓 - 俄羅斯 - 沙烏地阿拉伯 - 塞爾維亞 - 新加坡 - 斯里蘭卡 - 瑞士 - 泰國 - 土耳其 - 英国 - 美国 - 越南 |

### 在仰光的代表处
- 中華民國（駐緬甸臺北經濟文化辦事處）
- 欧盟
- 波蘭（部门代表处）
- 瑞典（部门代表处）

## 领事馆
曼德勒
- 中华人民共和国
- 印度

实兑
- 印度

## 缅甸境外
除特别说明外，其他国家由其驻泰国曼谷的大使馆兼当驻缅甸代表机构。
| - 阿尔巴尼亚（北京） - 阿尔及利亚（河内） - 阿根廷 - 奥地利 - （吉隆坡） - 白俄羅斯（河内） - 比利时 - 保加利亚（河内） - 哥伦比亚（新德里） - 智利 - （吉隆坡） - 古巴（金边） - 賽普勒斯（新德里） - 斐济（首尔） - 芬兰 - （新德里） - （吉隆坡） - 希腊 | - 匈牙利 - 伊拉克 - 伊朗 - 模里西斯（新德里） - 墨西哥（新加坡） - 蒙古国 - 摩洛哥 - 奈及利亞 - 巴拿马（新加坡） - 波蘭 - 葡萄牙 - 羅馬尼亞 - 斯洛伐克 - 南非 - 西班牙 - 叙利亚（新德里） - 坦桑尼亚（新德里） - 乌克兰 |